# 漫画能力検定
漫画能力検定（まんがのうりょくけんてい）は、特定非営利活動法人 日本漫画能力検定協会が主催・運営する検定試験である。

## 概要
試験は年3回実施されている。
全国の専門学校、大学、高等学校など30会場程度（外部受験者の受け入れを行わず、自校の学生・生徒のみが受験する学校もある）で実施されており、その際、特定非営利活動法人 日本似顔絵検定試験の実施する「似顔絵検定」と同日・同会場での開催となる。

## 試験内容
当検定試験は「漫画キャラクター検定」、「漫画ストーリー検定」、「漫画技法検定」、「漫画家アシスタント検定」の4種類が実施されており、本稿で解説する「漫画能力検定」とは、これらの総称である。
各検定試験の試験内容は以下の通りとなる。

### 漫画キャラクター検定
年3回実施される。
各級、問題用紙に設問の形式で記述されたキャラクターの設定を読み取り、実際にキャラクターを描画する問題である。設問は文章のみとなるため、これらの情報のみから、個性的なキャラクターを作成する想像力が問われる。上位級になると、キャラクターに動きが付与されたり、背景の描画も指示されるため、一般的な描画スキルも必要となる。
級毎の試験内容は以下の通り。
| 級    | 試験内容 | 想定対象者イメージ       | 試験時間 |
| ----- | --- | ------------------------ | -------- |
| 4級   | 指定された設定のキャラクターで、指示された表情をバストアップで描く。ペン入れは行わない。                            | 小・中・高校生           | 60分     |
| 3級   | 指定された設定のキャラクターで、指示された表情をバストアップで描く。ペンを入れる。                                  | 小・中・高校生           | 120分    |
| 準2級 | 指定された設定とストーリーに合わせて、2体の全身キャラクターで指定された表情や簡単なアクションを描く。               | 中・高校生               | 180分    |
| 2級   | 指定された設定とストーリーに合わせて、2体の全身キャラクターで指定された表情やアクションを描く。                     | 中・高・専・短・大学生   | 180分    |
| 準1級 | 指定された設定とストーリーに合わせて、簡単な背景を描き、3体の全身キャラクターで指定された表情やアクションを描く。   | 中・高・専・短・大学生   | 180分    |
| 1級   | 指定された設定とストーリーに合わせて、背景を描き、個性的な3体の全身キャラクターで指定された表情やアクションを描く。 | 漫画専門科生・漫画愛好家 | 180分    |

各級とも、A4漫画用紙1枚に原稿を作成する。

### 漫画ストーリー検定
年1回実施される。
問題用紙に記載されたシナリオを、各級ごとに指定されたページ数のラフ（ネーム）に描き起こす検定試験。漫画キャラクター検定同様、文章からイメージを膨らませ、それを絵にする想像力が必要となる。なお、上位級になると、コマ割りを施す必要もあるため、漫画作成の基礎技術も必要となる。
| 級  | 試験内容                                                              | 想定対象者イメージ       | 試験時間 |
| --- | --------------------------------------------------------------------- | ------------------------ | -------- |
| 3級 | 指定されたシナリオの漫画の2ページのラフ（ネーム）を描く。             | 中・高校生               | 120分    |
| 2級 | 指定されたシナリオからコマ割りを行い、2ページのラフ（ネーム）を描く。 | 中・高・専・短・大学生   | 180分    |
| 1級 | 指定されたシナリオからコマ割りを行い、4ページのラフ（ネーム）を描く。 | 漫画専門科生・漫画愛好家 | 180分    |

1級はA4普通用紙4枚、2、3級はA4普通用紙2枚に原稿を作成する。

### 漫画技法検定
年1回実施される。
問題用紙に記載されたサンプルのネームを元に下描きからペン入れ・トーン貼りまでを一貫して行い、完成原稿を作成する検定試験。先述の漫画キャラクター検定、漫画ストーリー検定とは異なり、予め提示されたサンプルに近づける作業が中心となるため、上2つの試験に比べてスキル重視の試験であるといえる。
| 級  | 試験内容                                                                         | 想定対象者イメージ           | 試験時間 |
| --- | -------------------------------------------------------------------------------- | ---------------------------- | -------- |
| 3級 | 指定されたネームを基に下書きを行い、ペンを入れて漫画を仕上げる。                 | 高・専・短・大学生           | 120分    |
| 2級 | 指定されたネームを基に下書きを行い、ペンやトーンや背景等を入れて漫画を仕上げる。 | 専・短・大学生・漫画専門科生 | 180分    |
| 1級 | 指定されたシナリオからコマ割りを行い、4ページのラフ（ネーム）を描く。            | 漫画専門科生・漫画愛好家     | 180分    |

各級とも、B4漫画用紙1枚に原稿を作成する。

### 漫画家アシスタント検定
年3回実施される。
解答用紙に印画された未完成の漫画原稿に、ベタやトーン貼りを施し、原稿として完成させる検定試験。こちらも漫画技法検定と同じく、問題用紙に完成見本が提示されているため、それに近づけるスキルが重要となる。
なお、漫画家アシスタント検定のみ、上位級の受験に条件があり、出願時に日本漫画能力検定協会の指定する条件を満たしている必要がある。
| 級  | 試験内容 | 想定対象者イメージ                                 | 試験時間 |
| --- | --- | -------------------------------------------------- | -------- |
| 3級 | ペタ入れ、スピード線、トーンペタ貼り、ホワイト修正、簡単な背景といったアシスタントとして基礎的な技能を用いて描く。                                             | 漫画専門科生・漫画愛好家・漫画家アシスタント志望者 | 120分    |
| 2級 | 集中線、ペタフラッシュ、かけ網、つやペタ、ホワイト処理、トーン削り、小物、背景の見本を参考にした背景おこしといったアシスタントとして基本的な技能を用いて描く。 | 漫画専門科生・漫画愛好家・漫画家アシスタント志望者 | 180分    |
| 1級 | 写真からの背景おこし、背景処理、効果線、トーン処理、モブシーンおこしといったアシスタントとして高い技能を用いて描く。                                           | 漫画専門科生・漫画愛好家・漫画家アシスタント志望者 | 180分    |

1級はB4漫画用紙2枚、2、3級はB4漫画用紙1枚に原稿を作成する。
上位級を受験する際の受験資格は、受験申込時に当該級の下位級（1級受験者は2級、2級受験者は3級）に合格していることであるが、漫画能力検定協会ホームページ上にて実施される受験資格テストに合格すれば、この条件を満たしていなくとも受験資格を得る。3級については受験資格を設けていない。

なお、上記表内に日本漫画能力検定協会による「想定対象者イメージ」を掲載しているが、当検定試験において、年齢による受験制限は存在しないため、あくまで難易度の目安と考えればよい。

## 備考
合格発表は、試験実施日から1か月後に行われる。この日に資格認定を受けた者には認定カードが送付され（試験実施日から2ヶ月後）、協会ホームページにて合格証書のダウンロードが行える。

## 参考書
漫画能力検定の対策用書籍として、以下のものがある。
- 「漫画能力検定 精選問題集」 ISBN 978-4-900931-30-5